# Жакина, Жумагайша
Жумагайша Жакина (каз. Жұмағайша Жакина; 1915 год — дата смерти неизвестна) — заведующая фермой колхоза «Жарлы-Камыс» Абайского района Семипалатинской области, Казахская ССР. Герой Социалистического Труда (1948).
Трудиться начала в годы Великой Отечественной войны. Работала дояркой в колхозе «Жарлы-Камыс» Абайского района. В 1945 году была назначена заведующей молочно-товарной фермой в этом же колхозе.
Под её руководством коллектив молочно-товарной фермы ежегодно перевыполнял план по молоку. За выдающиеся достижения в развитии животноводства в 1947 году удостоена звания Героя Социалистического Труда указом Президиума Верховного Совета СССР от 23 июля 1948 года c вручением ордена Ленина и золотой медали «Серп и Молот».
В колхозе «Жарлы-Камас» также трудился чабан Жиенбай Екибаев, удостоенный звания Героя Социалистического Труда этим же указом.
Память
Её именем названа одна из улиц села Саржал Абайского района.